# Globo d’oro/Europäischer Künstler
Globo d’oro: Europäischer Künstler (Globo d'oro europeo)
Dieser Filmpreis wird seit 2005 an europäische Filmschaffende vergeben.
| Jahr | Preisträger                              |
| ---- | ---------------------------------------- |
| 2005 | Monica Bellucci                          |
| 2006 | Raoul Bova                               |
| 2007 | Asia Argento                             |
| 2008 | Caterina Murino                          |
| 2009 | Gabriele Muccino und Alessandra Martines |
| 2010 | Massimiliano Camaiti                     |
| 2011 | Riccardo Scamarcio                       |
| 2012 | Andrea Osvárt                            |